# トポロジー (曲)
「トポロジー」は、 いとうかなこの21枚目のシングル。2013年3月6日にアニプレックスから発売された。

## 概要
タイトル曲の「トポロジー」はテレビアニメ『ROBOTICS;NOTES』第2クールエンディングテーマ。
初回限定仕様としてアニメ描き下ろし三方背ボックスケースと、アニメのエンディング原画を使用した約20ページのスペシャルブックレット「トポロジー Song & Art Book」が付いている。
同曲は今までと同様に志倉千代丸が作詞と作曲を、磯江俊道が編曲を手がけている。

## 収録曲
1. トポロジー [4:31]
作詞・作曲：志倉千代丸、編曲：磯江俊道
テレビアニメ『ROBOTICS;NOTES』第2クールエンディングテーマ
2. キズナの結晶 [4:18]
作詞：葉月みこ、作曲：須田悦弘、編曲：悠木真一
3. トポロジー (アニメバージョン) [1:34]
4. トポロジー (Off Vocal) [4:31]
5. キズナの結晶 (Off Vocal) [4:16]